# Maserati Ghibli (1970)
Maserati Ghibli – samochód sportowy klasy wyższej produkowany przez włoską markę Maserati w latach 1970 – 1974.

## Historia i opis modelu

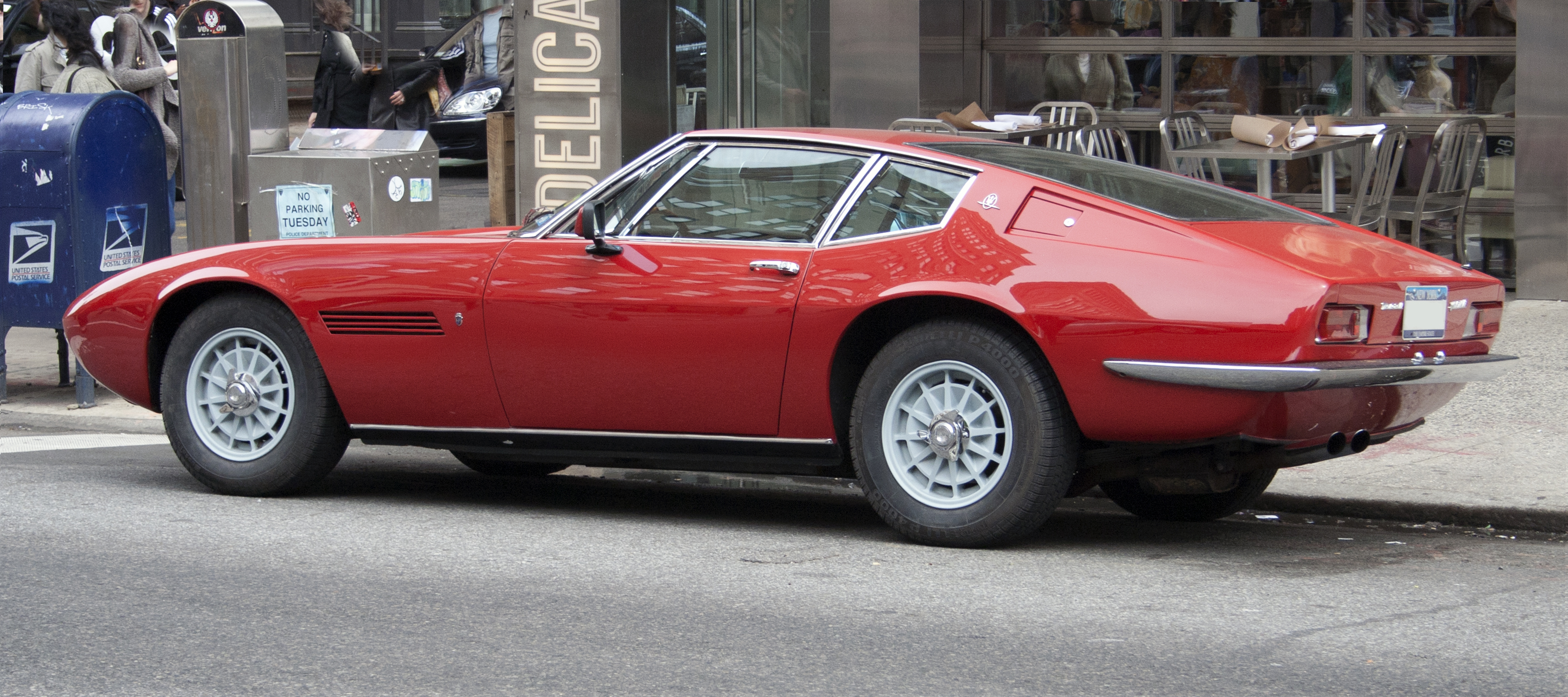
Maserati Ghibli - tył

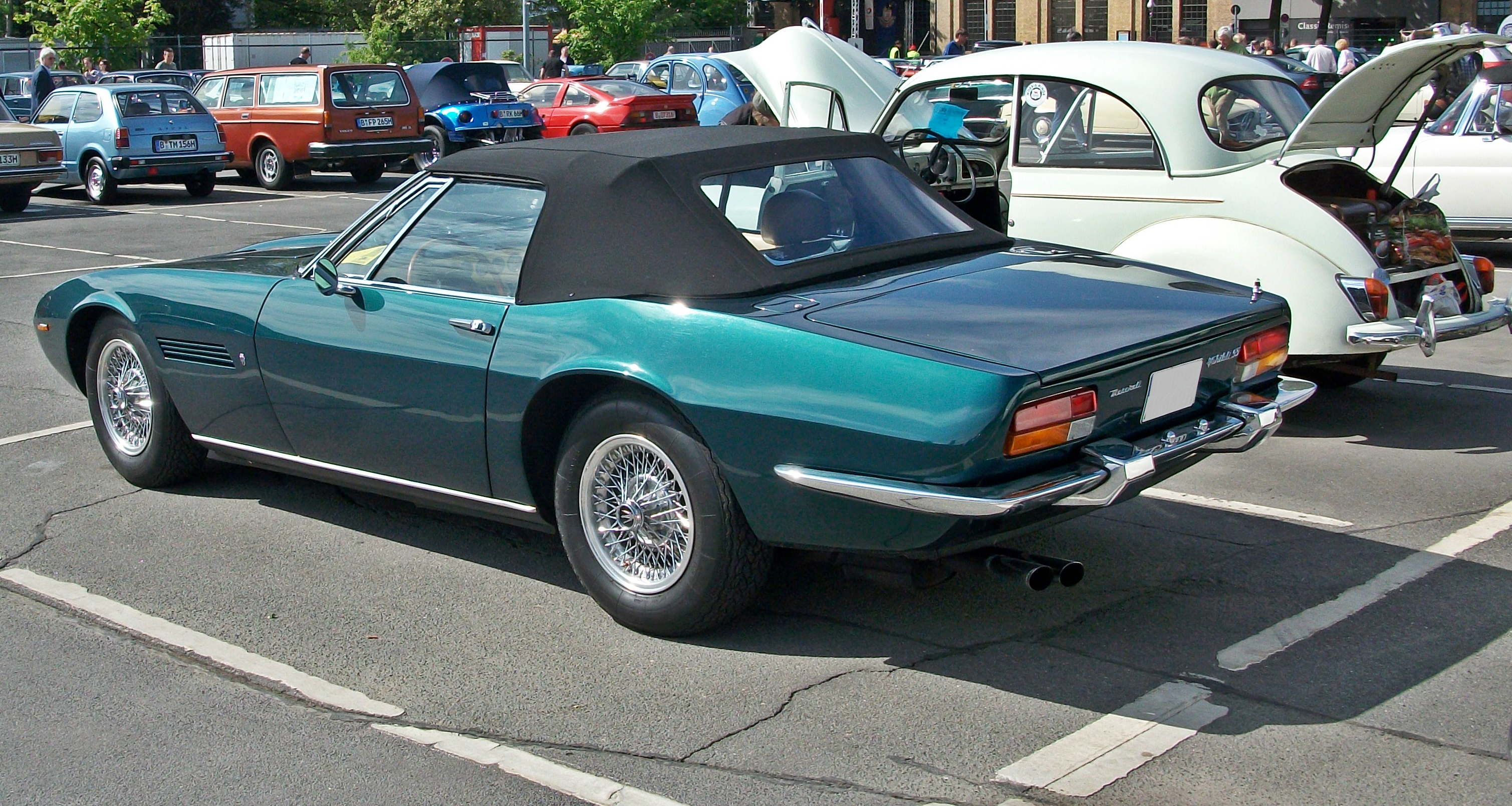
Maserati Ghibli Spyder

Auto zostało zaprezentowane w 1966 roku. Przez lata auto ulegało modernizacji i różniło się od modelu produkowanego w czasach późniejszych. Model Maserati Ghibli 500 SS produkowany był do roku 1974. Silnik w tym aucie to osiem cylindrów ustawione po cztery w dwóch rzędach, w rozwidleniu 90°. Blok silnika podobnie jak dwie głowice, wykonany jest ze stopów metali lekkich. Wał korbowy kuty osadzony jest na czterech łożyskach. Pośrodku między dwiema głowicami umieszczony są cztery gaźniki dwugardzielowe typu Weber.
Przy wewnętrznych ścianach obu tylnych błotników umieszczone są dwa zbiorniki paliwa każdy o pojemności 47 l. Paliwo pompowane jest do silnika przez dwie pompy elektryczne. Samochód ma dwa wlewy paliwa umieszczone po bokach pojazdu za bocznymi oknami.
Ghibi ma chowane przednie reflektory, a klamki są tego samego typu, co w starszym modelu Polskiego Fiata 125p – wystające. Z silnikiem o pojemności 5 l samochód uzyskuje prędkość od 0 do 100 km/h w ciągu 5,5 s. Oprócz wersji nadwoziowej coupe od 1968 roku samochód był produkowany w wersji kabriolet ze składanym dachem. Obie wersje opracowała firma Ghia.

### Dane techniczne (V8 4.7)

#### Silnik
- V8 4,7 l (4719 cm³), 2 zawory na cylinder, DOHC
- Układ zasilania: cztery gaźniki Weber
- Średnica cylindra × skok tłoka: 94,00 mm × 85,00 mm
- Stopień sprężania: 8,5:1
- Moc maksymalna: 335 KM (246 kW) przy 5000 obr./min
- Maksymalny moment obrotowy: 393 N•m przy 4000 obr./min

#### Osiągi
- Przyspieszenie 0-100 km/h: 7,5 s
- Przyspieszenie 0-160 km/h: 19,8 s
- Prędkość maksymalna: 248 km/h

### Dane techniczne (V8 4.9 SS)

#### Silnik
- V8 4,9 l (4930 cm³), 2 zawory na cylinder, DOHC[1]
- Układ zasilania: cztery gaźniki dwugardzielowe Weber 40 DCNL 5[1]
- Średnica cylindra × skok tłoka: 94 mm x 89,00 mm[1]
- Stopień sprężania: 8,5:1
- Moc maksymalna: 335 KM (250 kW) przy 5500 obr./min[1]
- Maksymalny moment obrotowy: 480 N•m przy 4000 obr./min

#### Osiągi
- Przyspieszenie 0-100 km/h: 6,0 s
- Czas przejazdu pierwszych 400 m: 16,4 s
- Prędkość maksymalna: 258 km/h[1]